# Deania
Genre
Deania est un genre de requins.

## Liste des espèces
- Deania calcea (Lowe), 1839 - Squale savate
- Deania hystricosa (Garman), 1906 - Squale savate rude
- Deania profundorum (Smith & Radcliffe), 1912 - Squale savate lutin
- Deania quadrispinosum (McCulloch), 1915 - Squale-savate à long nez